# Гейтс-оф-те-Арктик
Гейтс-оф-те-Арктик (англ. Gates of the Arctic National Park and Preserve, в переводе Ворота Арктики) — национальный парк США. Является одним из самых больших национальных парков на Аляске, расположен на границе Арктики, полностью за полярным кругом. Парк включает большую часть горного хребта Брукса, его площадь — 39 460 км² — приблизительно равна площади Швейцарии. Часть реки Аланта протекает через территорию парка.
1 декабря 1978 года получил статус национального монумента. Позже — 2 декабря 1980 года — стал национальным парком. Большая часть парка является заповедной зоной, 29 322 км² которой вместе с прилегающей зоной дикой природы Ноатак образует самую большую по площади зону дикой природы США.

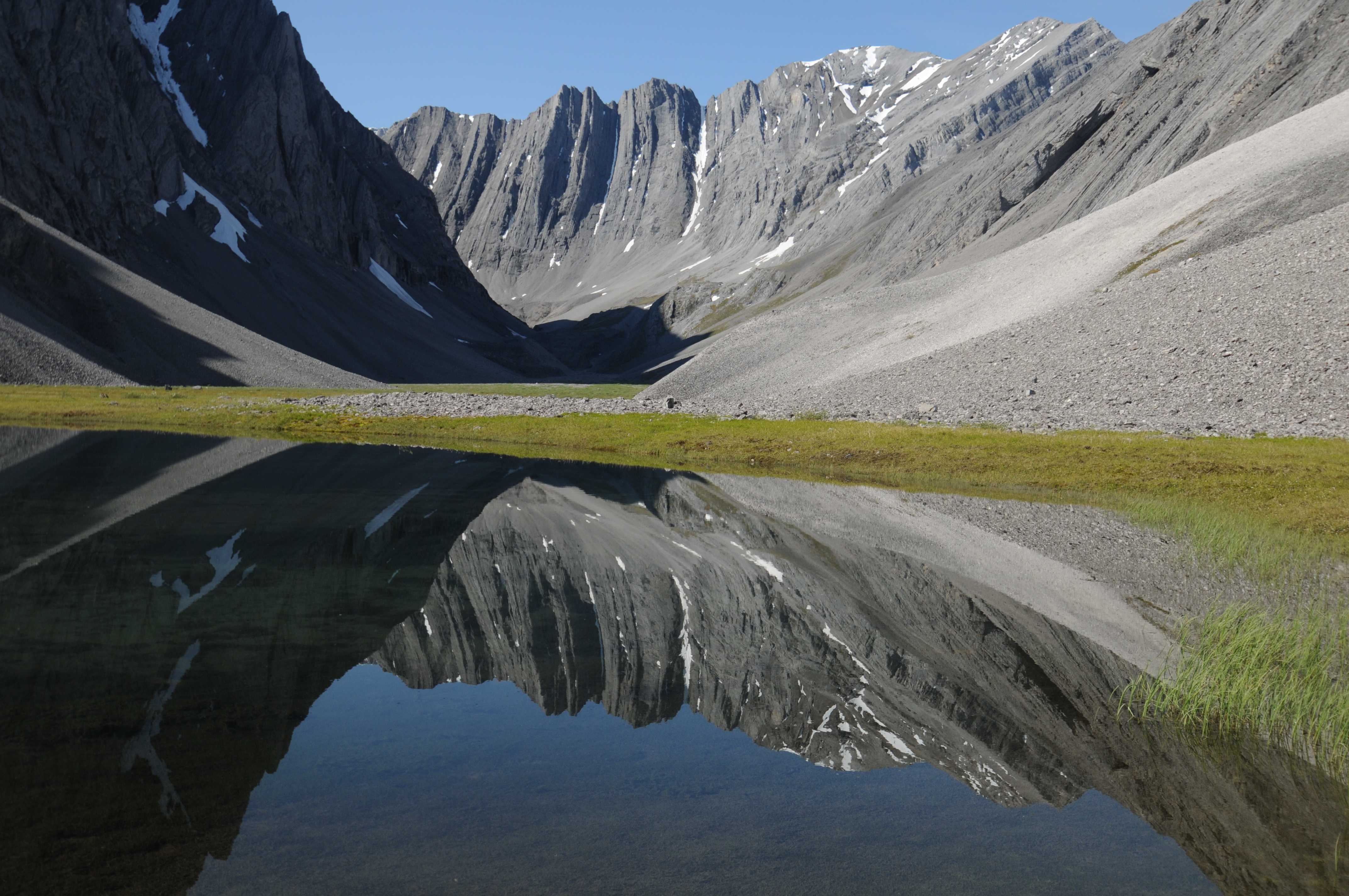
Ледниковое озеро в долине Оола (англ. Oolah valley)